# Libnotes (Libnotes) luteiventris punctiventris
Libnotes (Libnotes) luteiventris punctiventris is een ondersoort van de tweevleugelige Libnotes (Libnotes) luteiventris uit de familie steltmuggen (Limoniidae). De ondersoort komt voor in het Oriëntaals gebied.